# Brygada artylerii (II RP)
Brygada artylerii (BA) – brygada artylerii Wojska Polskiego II RP.
22 stycznia 1919 roku Sztab Generalny wydał rozkaz numer 34 o sformowaniu brygad artylerii dla dywizji piechoty. Zgodnie z nim brygada artylerii miała się składać z dwóch pułków artylerii polowej i jednego pułku artylerii ciężkiej, a w dywizji górskiej dodatkowo z pułku artylerii górskiej. 
Już w marcu tego roku zweryfikowano przyjęte założenia i dostosowano je do posiadanych sił i środków. Przyjęto, że brygada artylerii będzie składać się z jednego pułku artylerii polowej i jednego pułku artylerii ciężkiej. 
Pułk artylerii polowej miał mieć cztery dywizjony po trzy sześciodziałowe baterie – w sumie 72 działa.
Pułk artylerii ciężkiej miał mieć dwa dywizjony po trzy czterodziałowe baterie – w sumie 24 działa.
Brygada była największą jednostką organizacyjną artylerii. Ponieważ nie przewidywano tworzenia artylerii armii i frontów oraz rezerwy artyleryjskiej Naczelnego Dowództwa przyjęto, że jej zadania wypełniać będą czwarte dywizjony pułków artylerii polowej i drugie dywizjony pułków artylerii ciężkiej z poszczególnych brygad.
Ostatecznie zdecydowano, że brygada artylerii składać się będzie z dwóch pułków artylerii: polowej i ciężkiej.
Pułk artylerii polowej miał mieć trzy dywizjony po trzy sześciodziałowe baterie – w sumie 54 działa, 70 oficerów, 1800 szeregowców, 2460 koni i 345 wozów.
Pułk artylerii ciężkiej miał mieć dwa dywizjony po trzy czterodziałowe baterie – w sumie 24 działa, 25 oficerów, 600 szeregowców, 600 koni i 80 wozów.
Łącznie, brygada miała mieć 76 dział i liczyć 2.495 żołnierzy, w tym 95 oficerów.
Wiosną 1920 stan bojowy VIII Brygady Artylerii liczył 42 oficerów, 951 szeregowych obsług dział i karabinów maszynowych oraz telefonistów, a także 501 jezdnych. Brygada uzbrojona była w sprzęt francuski: dwadzieścia dziewięć 75 mm armat polowych wzór 1897, osiem 105 mm armat polowych wzór 1913 i trzy 155 mm haubice wzór 1917. Ponadto na jej uzbrojeniu i wyposażeniu znajdowało się trzydzieści karabinów maszynowych i 1702 karabinków różnych systemów oraz 234 wozy i 23 kuchnie polowe.
Równolegle z organizacją brygad przeprowadzono przezbrojenie baterii w sprzęt francuski i włoski. Ustalono, że dywizje wielkopolskie posiadać będą wyłącznie sprzęt niemiecki i włoski, dywizje litewsko-białoruskie sprzęt rosyjski, a pozostałe sprzęt francuski. Przezbrojenie pododdziałów zakończyć miano do 1 września 1919, lecz proces ten trwał do końca roku 1920. Latem 1919 zdecydowano, że przezbrajane baterie będą posiadały tylko cztery działa.